# Frísia Ocidental

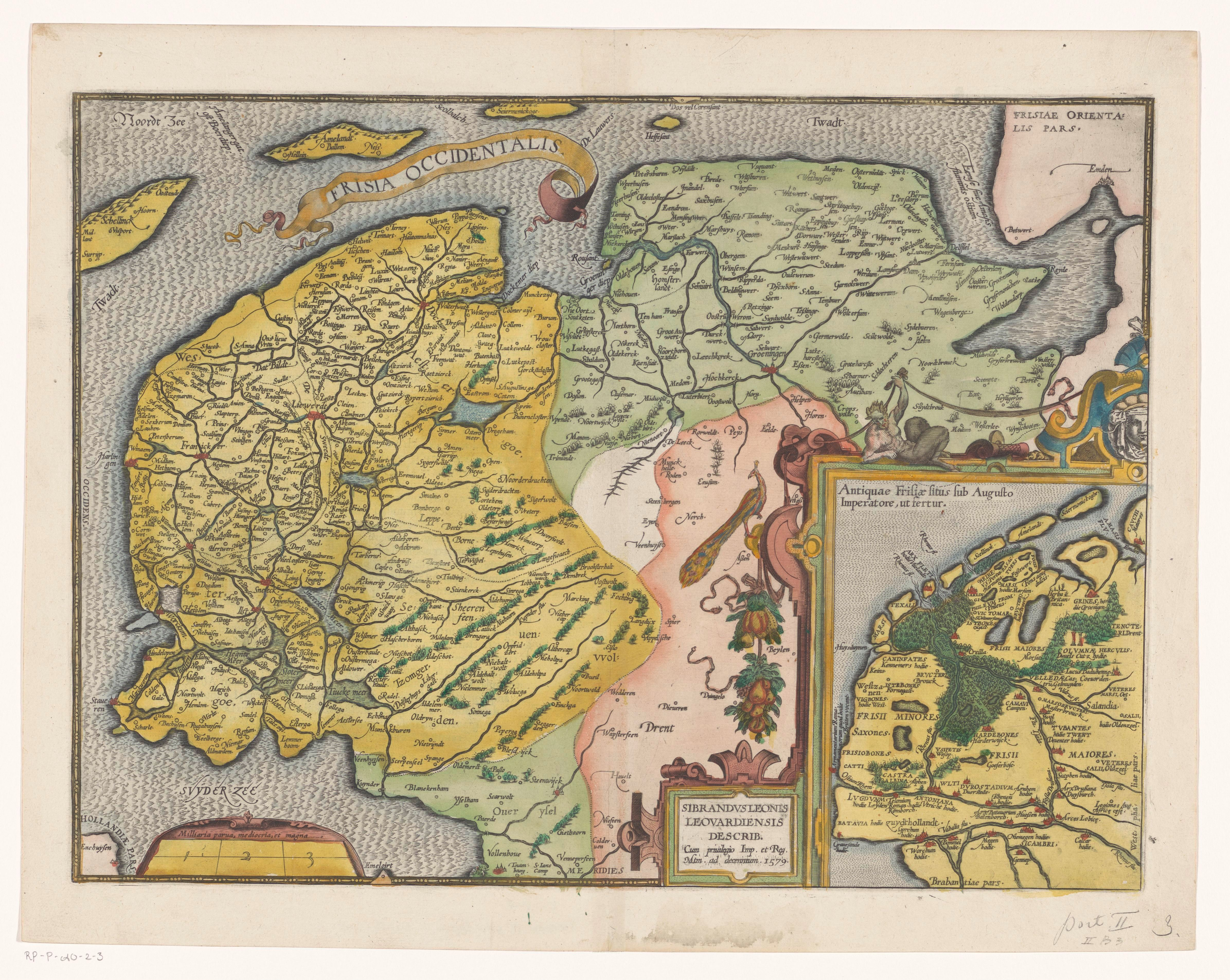
Mapa da Frísia Ocidental (1579)

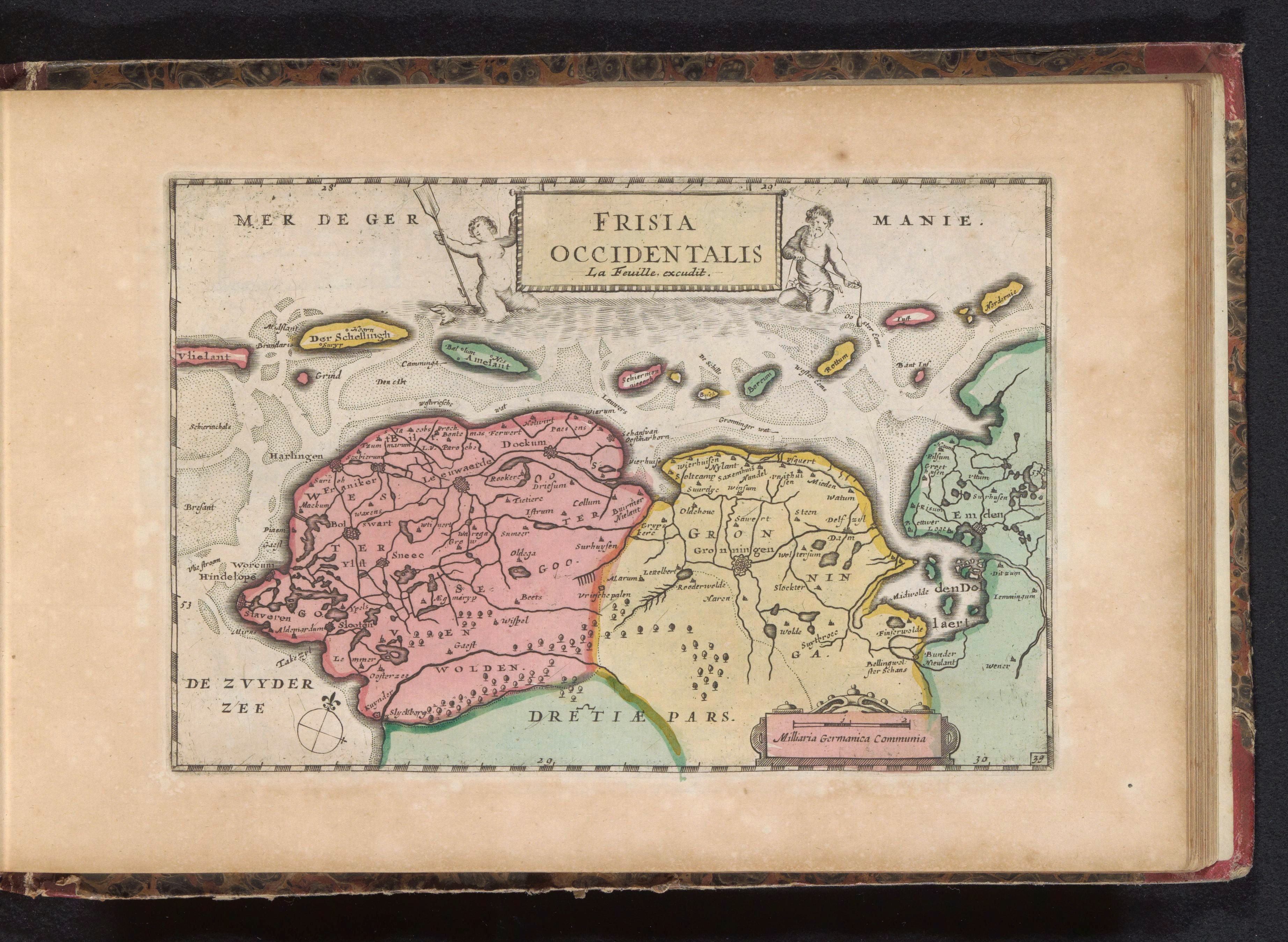
Mapa da Frísia Ocidental (século VIII)

Frísia Ocidental (em latim: Frisia Occidentalis) é um termo usado para se referir às áreas tradicionalmente frísias que estão localizadas a oeste de Dollart, na Holanda. Junto com a Frísia Oriental e a Frísia do Norte, é uma das subdivisões mais comumente usadas da Frísia.[carece de fontes?]
Em seu sentido mais estreito, refere-se ao território entre o Vlie e o Lauwers, onde o frísico ocidental é falado: a província da Frislândia. Em seu sentido mais amplo, também inclui Ommelanden e a região histórica da Frislândia Ocidental.

## Mapas

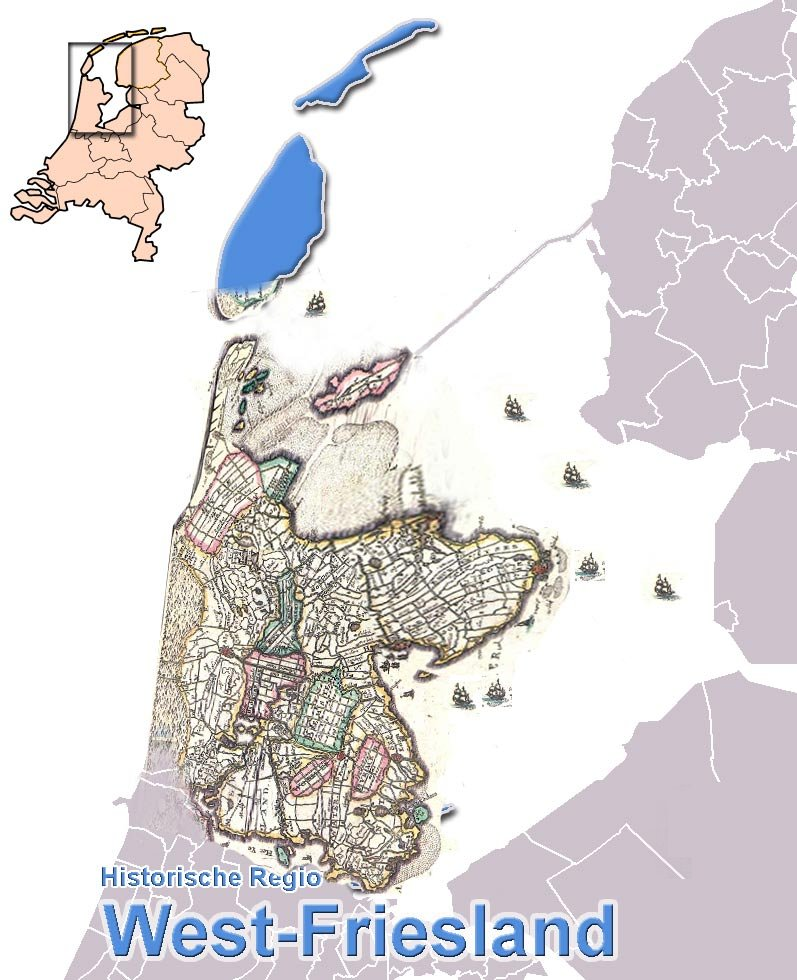
Região histórica da Frislândia Ocidental na Holanda do Norte
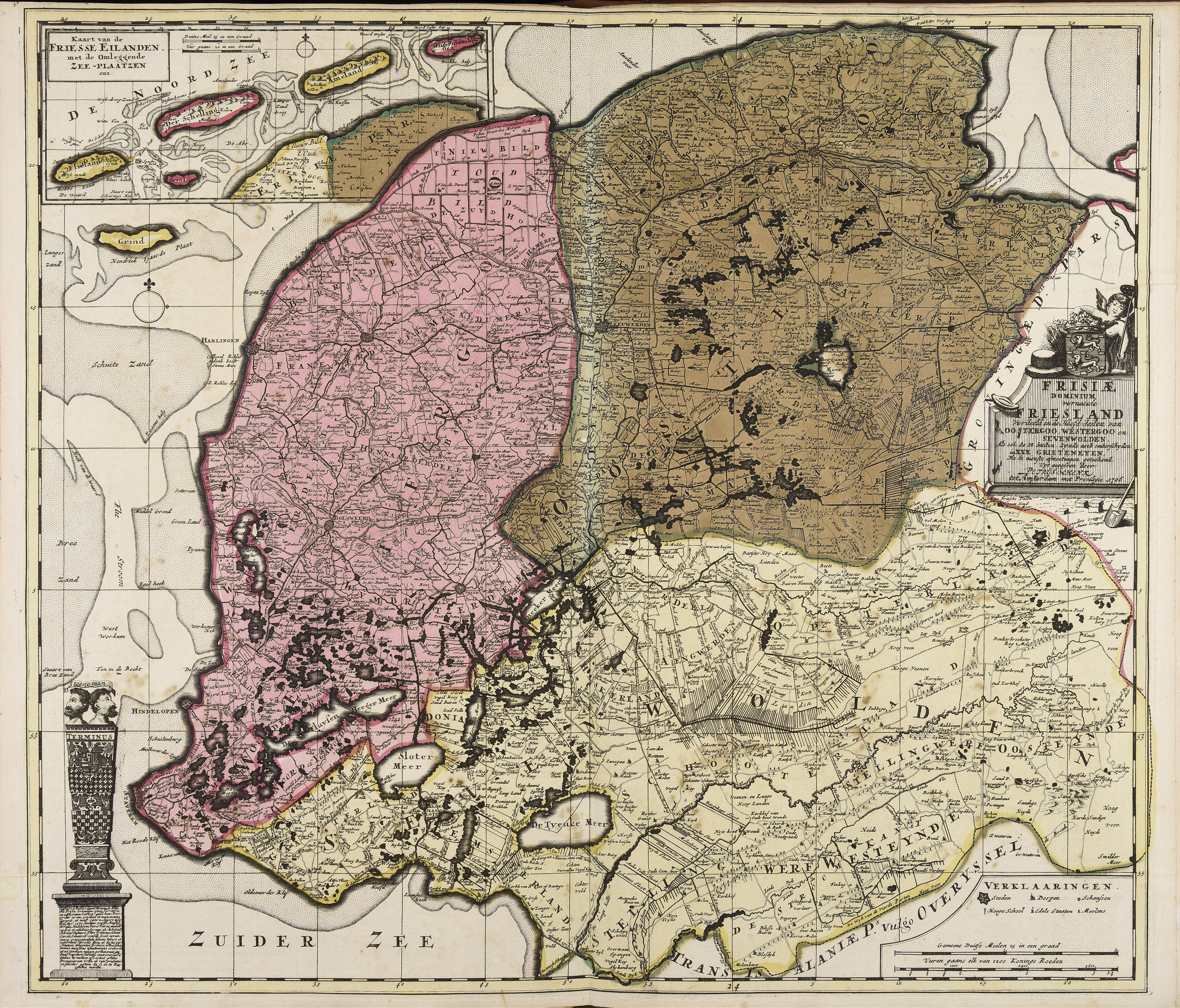
Senhorio da Frísia (1706) dividido nas gaue Westergo, Oostergo e Zevenwouden
Província de Frislândia, às vezes chamada de Westerlauwers Friesland
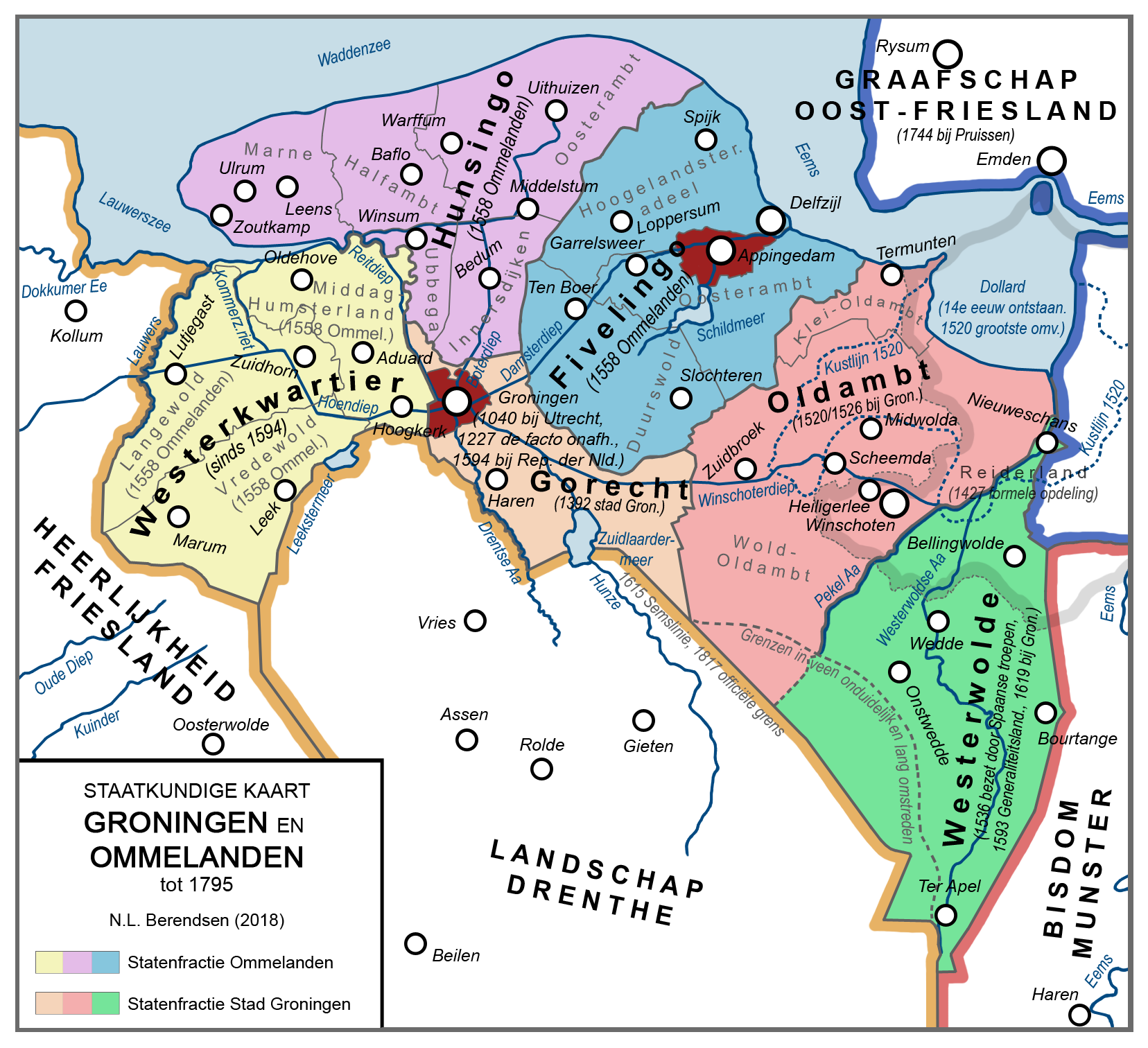
O Ommelanden na província de Groningen